# Ludwig Ferdinand Hesse
Ludwig Ferdinand Hesse (ur. 23 stycznia 1795 w Białogardzie, zm. 8 maja 1876 w Berlinie) – niemiecki architekt i malarz doby klasycyzmu, działający głównie na terenie Poczdamu i Berlina.

## Życiorys
Ludwig Ferdinand Hesse urodził się jako trzecie dziecko rolnika Johanna Georga Hessego oraz jego żony Dorothei Marii (z d. Nöske). Po śmierci matki, w wieku 13 lat trafił pod opiekę wuja, rewizora mierniczego, który dawał mu pierwsze lekcje rysunku technicznego. Hesse zdobył zawód geodety.
Pierwsze doświadczenia zawodowe zbierał w służbie państwowej w Koszalinie. W latach 1819–1820 odbył służbę wojskową w Berlinie, gdzie równocześnie studiował architekturę na Berlińskiej Akademii Budownictwa. W kwietniu 1820 zakończył studia złożeniem egzaminu na geodetę.
Po studiach podjął pracę w ministerialnej Komisji Budownictwa u radcy budowlanego Johanna Gottloba Schlaetzera, a po jego śmierci w 1824 u Johanna Georga Mosera.
W czerwcu 1825 złożył egzamin ze sztuki budowlanej na architekta przed komisją egzaminacyjną Głównego Departamentu Budownictwa (niem. Oberbaudepartement).
30 grudnia 1826 Hesse ożenił się z 18-letnią przybraną córką swojego dawnego przełożonego Johanna Gottloba Schlaetzera, Pauliną Marią Schön. Ślub odbył się w kościele Trójcy Świętej (niem. Dreifaltigkeitskirche) w berlińskiej dzielnicy Friedrichstadt. Para doczekała się sześciorga dzieci, z których dwoje zmarło zaraz po narodzinach. Dwóch synów: Carl (ur. 1827) i Rudolf (ur. 1829) wybrało zawód architekta.
W 1828 odbył podróż naukową do Austrii i południowych Niemiec. Po powrocie został członkiem komisji budowy neogotyckiego kościoła w berlińskiej dzielnicy Friedrichswerder, a następnie kierownikiem budowy, realizując plany Karla Friedricha Schinkla.
W sierpniu 1830 Hesse objął stanowisko inżyniera drogowego w Poczdamie, gdzie odpowiadał za budowę szos do Berlina i Charlottenburga. We wrześniu 1831 podjął pracę w ministerialnej Komisji Budownictwa. W 1832 awansował na stanowisko nadwornego inspektora budowlanego (niem. Hofbauinspektor). W 1834-35 odbył kolejne podróże naukowe do Włoch, Francji, Belgii, Anglii, Szkocji i Irlandii. W 1838 odwiedził Rosję, Finlandię, Szwecję i Danię. Podczas swoich podróży sporządził wiele szkiców architektonicznych i pejzaży olejnych, które zostały wystawione na wystawie w Berlinie.
W 1844 przyjął propozycję Fryderyka Wilhelma IV pracy na stanowisku nadwornego architekta (niem. Hofbaumeister) w nadwornym urzędzie budownictwa, gdzie pozostawał do 1863. Poza zleceniami projektów domów prywatnych, sporządził plany przebudowy Poczdamu i budowli na terenie parku Sanssouci oparte na szkicach monarchy. Z powodu braku wystarczających środków finansowych nie wszystkie z planów króla udało się zrealizować. Hesse często współpracował z innymi architektami Ludwigiem Persiusem czy Friedriechem Augustem Stülerem. Po śmierci Persiusa kontynuował prace nad rozbudową Poczdamu i realizacją projektów Wilhelma IV.
16 stycznia 1847 awansował na nadwornego radcę budowlanego (niem. Hofbaurat), a 12 stycznia 1859 objął stanowisko głównego nadwornego rady budowlanego (niem. Oberhofbaurat).
W 1854–1855 opublikował trzy prace: Sanssouci und seine Architekturen unter Friedrich Wilhelm IV. (pol. Architektura Sanssouci za panowania Fryderyka Wilhelma IV), Ausgeführte ländliche Wohngebäude (pol. Wybrane wiejskie budynki mieszkalne) oraz Ausgeführte städtische Wohngebäude in Berlin (pol. Wybrane miejskie budynki mieszkalne w Berlinie).
W 1862 udał się ponownie w podroż do Londynu i Paryża. Po powrocie objął berliński urząd budownictwa miejskiego. Po śmierci Stülera w 1865 został dyrektorem berlińskiej Komisji Budowy Pałaców. 6 maja 1865 został mianowany na tajnego głównego radcę budowlanego (niem. Geheimer Oberhofbaurat).
Ludwig Ferdinand Hesse zmarł w 1876 wskutek udaru mózgu. Architekt spoczywa na cmentarzu Trójcy Świętej (niem. Dreifaltigkeitsfriedhof I). W 1927 miasto Poczdam nazwało jego imieniem jedną z ulic dzielnicy Nauener Vorstadt.

## Prace

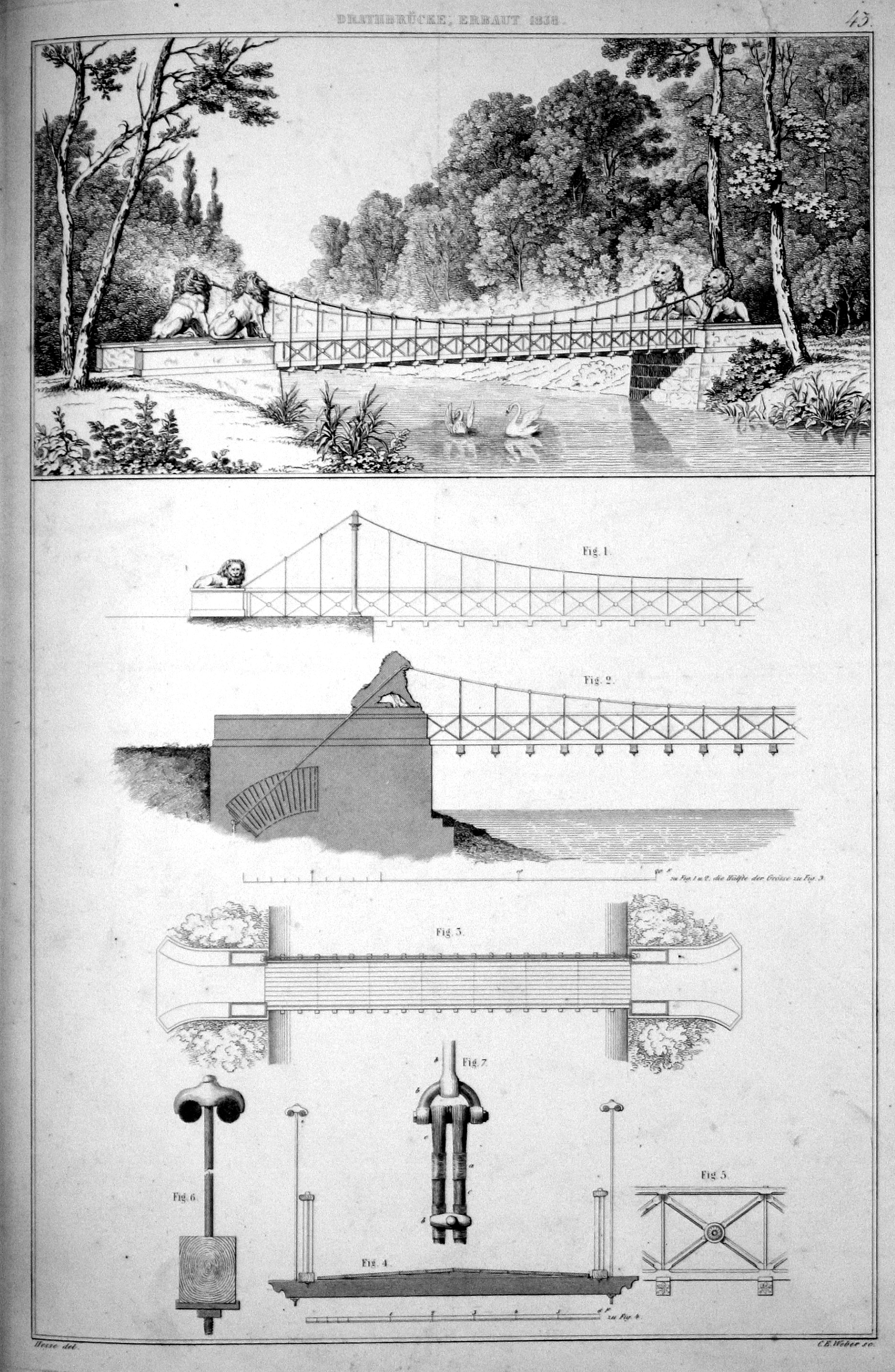
Projekt mostu Löwenbrücke

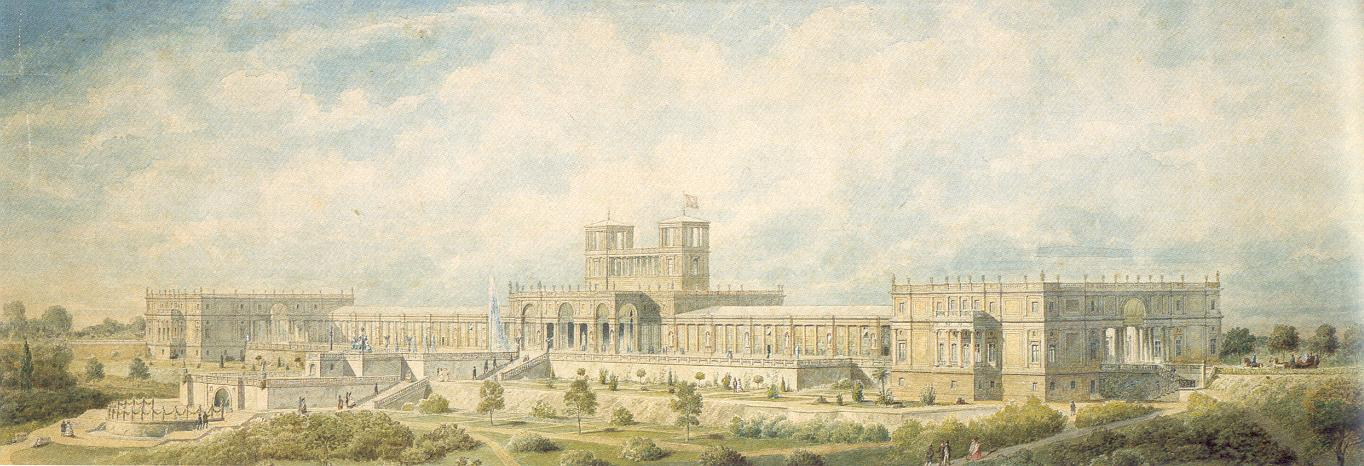
Nowa Oranżeria, Ludwig Ferdinand Hesse, 1862

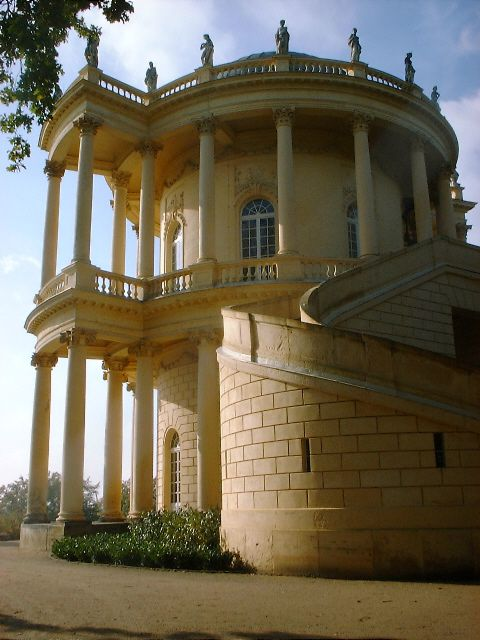
Belweder na wzgórzu Klausberg, widok od północnego wschodu

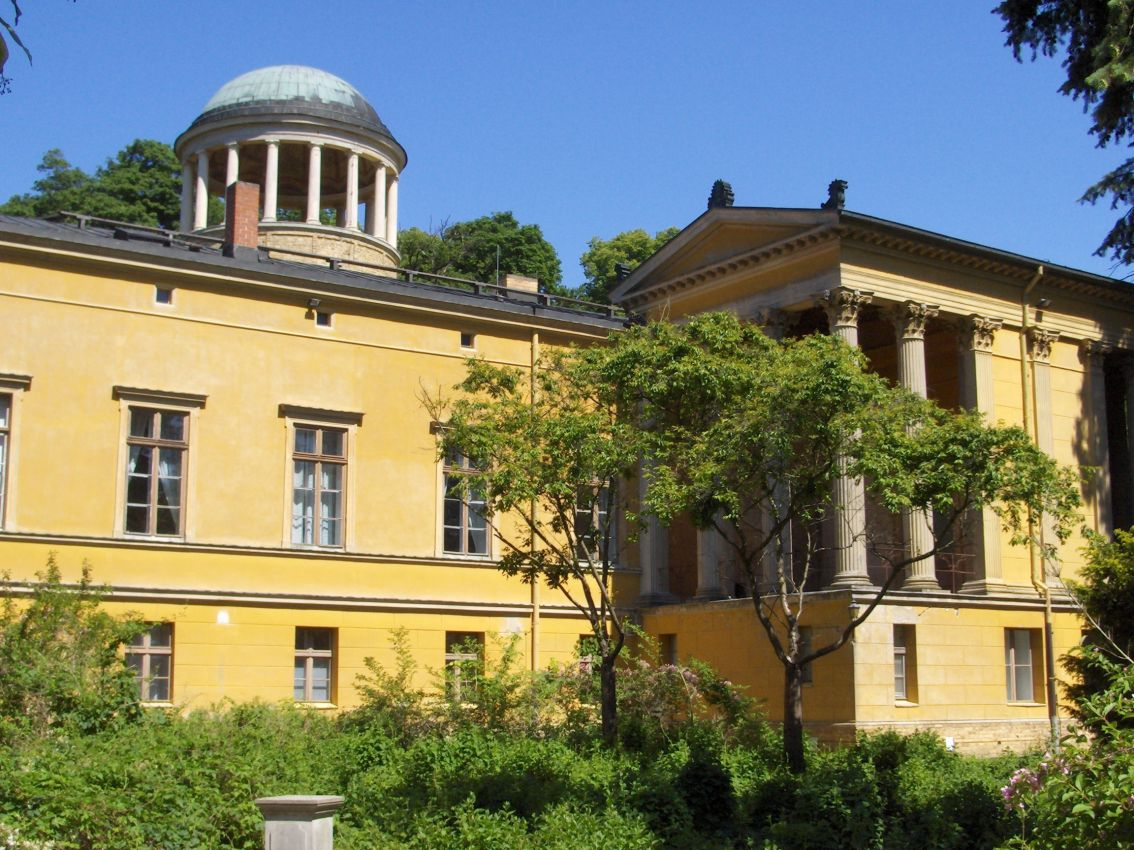
Pałac Lindstedt

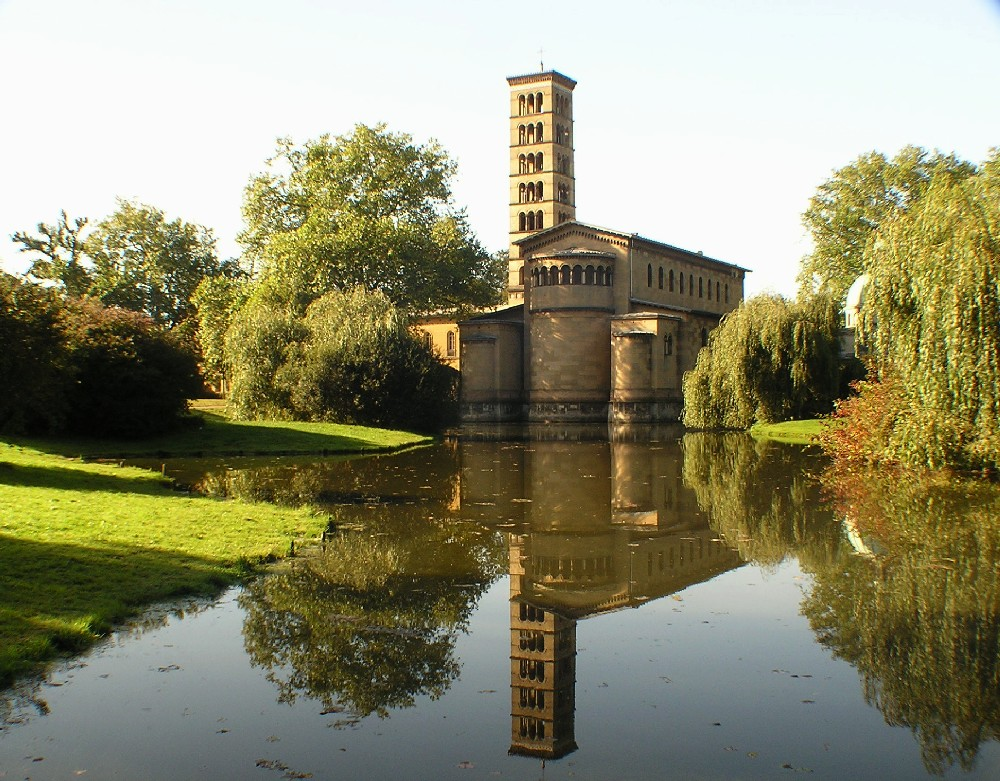
Kościół Pokoju w Poczdamie

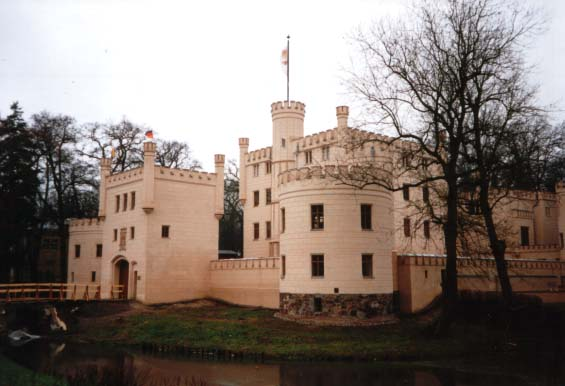
Pałacyk myśliwski Letzlingen

### Berlin
- 1822–1823 – przebudowa gmachów manufaktur złota i srebra przy Wilhelmplatz 79 (zniszczone w 1945)
- 1824–1830 – współpraca przy kierowaniu budową kościoła we Friedrichswerder na podstawie planów Karla Friedricha Schinkla
- 1828 i 1837-1839 – budowa gmachów kliniki Charité w Berlinie
- 1831–1832 – kierowanie przeniesieniem Unterbaumbrücke, późniejszego mostu Kronprinzenbrücke (zniszczonego w 1945, odbudowanego w 1992-96)
- 1833–1835 – budynki przy Splittgerbergasse 3
- 1834 – przebudowa części środkowej oraz nowego skrzydła pałacu Charlottenburg
- 1834 – projekt grobowca Friedricha Schleiermachera na cmentarzu Trójcy Świętej (niem. Dreifaltigkeitskirchhof II) w berlińskiej dzielnicy Kreuzberg
- 1836 – żelazna konstrukcja dachu spichlerza cukrowni Schieklera na rogu Stralauer Straße i Alexanderstraße
- 1838 – most Löwenbrücke w parku Großen Tiergarten[3]
- 1839–1840 – dobudowanie gmachu sal wykładowych szkoły weterynarii przy Luisenstraße 56 (szkoła została wzniesiona przez Carla Gottharda Langhansa w latach 1789–1790)[4][5]
- 1840–1842 – ukończenie nagrobka Jeana Pierre’a Frédérica Ancillona na cmentarzu Französischer Friedhof (projekt: Karl Friedrich Schinkel, wykonanie: Christian Gottlieb Cantian)
- 1841–1842 – rozbudowa mauzoleum w parku pałacu Charlottenburg – dodanie skrzydła poprzecznego, apsydy, nowej fasady (stara została przeniesiona na Pawią Wyspę (niem. Pfaueninsel)
- 1865–1867 – gmach szpitala Elżbiety (niem. Elisabeth-Diakonissen- und Krankenhaus) przy Lützowstraße 24-26
- 1865–1875 – przebudowy zamku w Berlinie (niem. Berliner Stadtschloß)

### Poczdam
- 1843–1844 – przebudowa mleczarni w Nowym Ogrodzie na podstawie planów Ludwiga Persiusa[6]
- 1843–1848 – współpraca przy rozbudowie skrzydeł bocznych Pałacu Marmurowego w Nowym Ogrodzie (pałac został wzniesiony przez Carla Gottharda Langhansa w latach 1787–1791, przebudowany w 1797 przez Johanna Boumanna Starszego)[7]
- 1845–1849 – przebudowa pałacu Barberini przy Starym Rynku (niem. Alter Markt) w Poczdamie; wspólnie z Gustavem Emilem Prüferem na podstawie planów Ludwiga Persiusa (zniszczony w 1945)
- 1845 – szklane cebulaste kopuły na dachu palmiarni na Pawiej Wyspie; projekt: najprawdopodobniej Karl Friedrich Schinkel (zniszczony w 1880 w czasie wielkiego pożaru)
- 1845–1846 – przebudowa domu ogrodnika Heyderta przy Friedrich-Ebert-Str. 83 w stylu willi włoskich
- 1846 – wykończenie cynowe budynku koszarów przy Luisenplatz (obecnie siedziba Środkowobrandenburskiej Kasy Oszczędności)
- 1846 – dom przy Geschwister-Scholl-Straße 35
- 1847 – przebudowa domu przy Maulbeerallee dla wdowy po architekcie Ludwigu Persiusie; obecnie jeden z budynków Uniwersytetu w Poczdamie
- 1847 – Dom Bawarski (niem. Bayrisches Haus) na wzgórzu Schäfereiberg w parku Wildpark[8]
- 1847–1849 – dom winogrodnika na wzniesieniu Mühlenberg ponad Bramą Tryumfalną, przy Gregor-Mendel-Str. 25
- 1847–1863 – belweder na wzgórzu Klausberg, projekt powstały we współpracy z królem Wilhelmem IV, Ludwigem Persiusem i Friedrichem Augustem Stülerem[9][10]
- 1847–1862 – współpraca przy projekcie Höhenstraße (nie zrealizowany)
- 1849: dom przy Weinbergstr. 12
- 1850–1851 – Brama Tryumfalna (niem. Triumphtor) u podnóża wzniesienia Mühlenberg, wspólnie z Friedrichem Augustem Stülerem
- ok. 1850 – fontanna w kształcie świątyni z figurami Danaid (obecnie zaginione) autorstwa Franza Woltrecka
- 1850 – gmach szkoły niedaleko Krongut Bornstedt
- 1850–1852 – kościół przy Neuendorfer Anger (niem. Alte Neuendorfer Kirche) w Poczdamie-Babelsbergu, projekt według szkiców Wilhelma IV
- 1850 – willa w stylu włoskim dla kuchmistrza Piechowskiego przy Reiterweg 3
- 1853 – rozbudowa willi Persiusa
- 1853–1854 – przebudowa starego domu dzierżawców mostu przy Behlertstr. 32
- 1854 – belweder w formie monopterosa na wzniesieniu Kahlen Berg w Poczdamie-Eiche
- 1854–1855 – wielostopniowa fontanna przy Luisenplatz (w 1903 w miejscu tym stanął posąg cesarza Fryderyka III)
- 1855–1856 – dom Maetzke przy Hegelallee 11, obecnie Hotel am Jägertor (przebudowany)
- 1856 – willa Einsiedelei (pol. pustelnia)
- 1858–1860 – pałac Lindstedt[11], projekt we współpracy z Ludwigiem Persiusem, Friedriechem Ausgutem Stülerem i Ferdinandem von Arnimem
- 1859/60 – przebudowa młyna przy Schiffbauergasse 2-4 na budynek mieszkalny

### Park Sanssouci
- od 1840 – przebudowa pałacu Neue Kammern
- 1844–1846 – przebudowa domu ogrodnika (willa Illaire), według projektu Ludwiga Persiusa
- 1845–1854 – kościół Pokoju w Poczdamie, wspólnie z Ferdinandem von Arnimem według planów Ludwiga Persiusa i Friedricha Augusta Stülera: Königsgruft (1861–1864)[12][13]
- 1846 – kaskada marmurowa w ogrodzie Paradeisgäertel
- 1847–1849 – dom młynarza obok Historycznego Młyna, według projektu Ludwiga Persiusa
- 1850-1854 – Brama Kolumnowa (niem. Säulentor)
- 1851-1852 – Brama Trzech Króli (niem. Dreikönigstor)
- 1851–1860 – Nowa Oranżeria; projekt Wilhelma IV, wykonanie wspólne z Friedrichem Augustem Stülerem i Ludwigiem Persiusem[14]
- 1854 – Zielona Brama (niem. Grüne Gitter)
- 1854 – biało-niebieska szklana kolumna z pozłacanym, cynowym kapitelem oraz figurą Dziewczynki z papuga (projekt Heinrich Begas; wykonanie Simeon Pieree Devaranne) do ogrodu Marly
- 1847–1850 – przebudowa górnego tarasu, drobne formy architektoniczne poniżej Galerii Malarstwa, m.in. fontanna z antyczną wanną granitową i kaskada, restauracja Groty Neptuna
- 1848 – osiem półokrągłych ław marmurowych wokół Wielkiej Fontanny (niem. Grosse Fontäne)
- 1850 – przebudowa budynku dyrekcji ogrodów (obecnie siedziba Fundacji Pruskie Pałace i Ogrody Berlin-Brandenburg (niem. Stiftung Preußische Schlösser und Gärten Berlin-Brandenburg))
- 1852 – poidło dla bydła tzw. Rossbrunnen, przy Maulbeerallee poniżej cour d'honneur (pol. dziedzińca honorowego) pałacu Sanssouci; projekt Hessego na podstawie szkiców Wilhelma IV
- 1851 – fontanna z żabami; posąg chłopca (projekt Stülera) oraz figury żab wykonane przez Friedricha Wilhelma Dankberga (usunięte po 1900)
- 1861–1862 – stajnia koło Młyna Historycznego; obecnie centrum zwiedzających
- 1862 – remiza poniżej domu młynarza
- rozmaite projekty waz cynkowych; do dziś zachowały się dwa egzemplarze na tarasie środkowym Nowej Oranżerii (realizacja: Friedrich Wilhelm Dankberg, odlew: Simeon Pierre Devaranne)

### Inne dzieła
- od 1843 – pałacyk myśliwski Letzlingen (Saksonia-Anhalt), wspólnie z Friedrichem Augustem Stülerem: Kavalierhaus (1865), Kastellanhaus (1868/69)
- 1868–1870 – analiza stanu budowli oraz prace restauracyjne w pałacu Benrath w Düsseldorfie
- 1871 – szklarnia i dom ogrodnika przy pałacu Bad Homburg w Bad Homburg vor der Höhe w Hesji